# 広橋佳以
広橋 佳以（ひろはし かい、1980年2月13日 - ）は、日本の元女優、元タレント。神奈川県出身。元南青山少女歌劇団、スペースクラフト所属。

## プロフィール
1994年南青山少女歌劇団に4期生として入団し、以来数多くの舞台に出演する傍ら、テレビのバラエティ番組・CMなどでも活躍。また、千葉紗子・飯田未とともにユニット「FEEL」を結成し、歌手としても活動。98年の退団後は、ゲーム「北へ。」に声優として出演するなど、一時は活動の幅を広げたが、その後活動を縮小し、2002年の大学卒業を機に芸能界を離れた。

## 出演

### 舞台
- 南青山少女歌劇団
  - 放課後のトワイライト・シュート
  - 憑いてますか
  - マーガレット戦争
  - Heart Roct Musical 聖歌物語
  - I Believe in Dream 卒業
  - 輝く瞬間（とき）を止めないでII―GIRLS―
- ミュージカル サクラ大戦 〜花咲く乙女〜（1998年4月 - 5月）風祭真夜 役
- BROKEN HEART（博品館劇場、2002年1月 - 2月）

### テレビドラマ
- 神様、もう少しだけ（1998年）- 圭子 役
- 激走戦隊カーレンジャー 第23話（1996年8月2日）カレン王女 役

### 映画
- ブギーポップは笑わない Boogiepop and Others（2000年）新核敬 役

### ゲーム
- おまかせ! 退魔業（1996年）加菜月華菜 役
- 北へ。White Illumination（1999年）川原鮎 役

### テレビ番組
- はなきんデータH
- 華麗にAh!so

### CM
- ケイビー食品
- 雪印食品
- 明治製菓
- セガ「魔法騎士レイアース」ゲーム宣伝CM（実写）獅堂光 役

## CD
- 男なら／夢のような日々（FEEL）